# Kasteel van Sterrebeek (Sterrebeek)

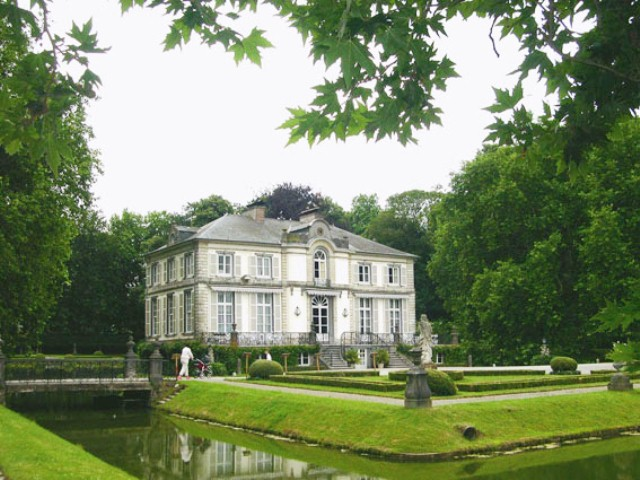
Kasteel van Sterrebeek

Het Kasteel van Sterrebeek is een kasteel in de tot de Vlaams-Belgische gemeente Zaventem behorende plaats Sterrebeek, gelegen aan de Zavelstraat 2.

## Geschiedenis
Ten noordoosten van het Kerkplein lag de burcht van Sterrebeek. Deze werd eind 14e eeuw gebouwd in opdracht van Amelric Boote. Omstreeks 1750 werd dit kasteel gesloopt.
Eind 16e eeuw bevond zich aan de overzijde van het kerkplein een huys van plaisantie. In 1747 werd dit gekocht door de bankier Jean-Antoine Ories. Deze liet het oorspronkelijke huis afbreken om op deze plaats in 1761-1762 een nieuw kasteel te bouwen. Hierbij werd materiaal van de onlangs gesloopte burcht hergebruikt. Het kasteeltje werd als buitenhuis gebruikt.
In 1791 werd het goed verkocht aan bankier Maximilien-Joseph Plovits. Deze liet om de baroktuin heen een Engelse landschapstuin aanleggen.
In 1908 kwam het landgoed aan Maurice Despret. Onder diens bewind werd het kasteel gerestaureerd en verfraaid, waarbij ook 18e-eeuws materiaal werd gebruikt. Sindsdien bleef het eigendom van rijke particulieren, hoewel het ook enige tijd werd verhuurd.

## Gebouw
Het kasteel ligt midden in een langgerekte vijver met dwars daarop een toegangspad dat via een tweetal brugjes met de buitenwereld is verbonden. Het kasteel heeft een rechthoekige plattegrond. In de tuinen vindt men een paviljoen in Lodewijk XV-stijl dat wordt toegeschreven aan Giovanni Niccolò Servandoni.